# Col·legi Salesians de Rocafort
El Col·legi Salesià de Sant Josep, popularment conegut com a Salesians de Rocafort és un institut de congregació clerical fundat l'any 1890 a Barcelona que pertany a la Societat Salesiana de Sant Joan Bosco (en llatí: Societas Sancti Francisci Salesii). El 2015 l'escola va celebrar el seu 125è aniversari i tenia més de 700 alumnes.
Va ser Dorotea de Chopitea qui va facilitar el capital per construir l'escola davant la falta d'escolarització dels nens del barri de Sant Antoni. Va demanar als Salesians la construcció d'una obra social en aquesta zona, llavors amb moltes fàbriques. El successor de Don Bosco, el beat Miquel Rua, va acceptar el repte i va fundar l'Escola de Sant Josep.
El primer centre disposava d'un pati, una capella i classes i estava destinat als fills de les famílies que treballaven a les indústries i als camps de conreu. Era una llar, una casa per a tothom i un espai gratuït. La primera capella va ser cremada l'any 1909 durant la Setmana Tràgica i l'any 1914 es va inaugurar el Santuari de Sant Josep, obra de l'arquitecte Enric Sagnier. El 1920 es va fer el teatre.